# Rumex schreberi
Rumex schreberi är en slideväxtart som beskrevs av Heinrich Carl Haussknecht. Rumex schreberi ingår i släktet skräppor, och familjen slideväxter. Inga underarter finns listade i Catalogue of Life.